# Anomiopus ataenioides
Anomiopus ataenioides е вид насекомо от семейство Листороги бръмбари (Scarabaeidae).

## Разпространение
Видът е разпространен в Аржентина (Кориентес, Салта, Сан Салвадор де Хухуй и Тукуман).